# Mary Cullinan
Mary Cullinan (Texas, 1950 – ?, 2021. május 3.) 2014 és 2020 között a Kelet-washingtoni Egyetem 26. rektora.

## Élete
Dr. Mary Cullinan Washington DC-ben nőtt fel; édesapja Dwight D. Eisenhower postaminiszter-helyettese, valamint számos szenátor, kongresszusi tag és más politikus (például John Fitzgerald Kennedy és Lyndon B. Johnson) beszédének szerzője. Cullinan történetmesélés iránti szenvedélye kijelölte karrierje útját. 1972-ben diplomázott magna cum laude minősítéssel a Pennsylvaniai Egyetem angol szakán, majd 1973-ban mesterdiplomát, 1978-ban pedig PhD-fokozatot szerzett a Wisconsin–Madison Egyetem angol irodalom képzésén.

## Pályafutása
Mary Cullinan 1991-ben a Kaliforniai Állami Egyetem–Hayward (ma Kaliforniai Állami Egyetem, East Bay) professzora lett, ahol 1991–92-ben, illetve 1993–94-ben az angol tanszéket vezette, továbbá 1992–93 között a Művészetek, Írás- és Társadalomtudományok Iskolájának ideiglenes dékánja volt, 1994–96 között pedig a Kari Fejlesztési Irodát és a Kari Tanítási Kiválósági Irodát vezette.
Mary 1996–2003 között a stanislausi kampusz Művészeti és Angol Írástudományi Főiskolájának dékánja, 2003–2006 között pedig a Stephen F. Austin Állami Egyetem angol nyelvi professzora volt.
Cullinan 2006–2014 között az oregoni Ashlandben lévő Dél-oregoni Egyetem rektora, ahol az egyetem történetének két legnagyobb megszorítási csomagjáért felelős.
2011-ben megkapta a Felsőoktatási Fejlesztési és Támogatási Tanács VIII-as körzetének év vezetője címét.
2014-ben a Dél-oregoni Egyetemen bizalmatlansági indítványt nyújtottak be Mary Cullinan és két vezető ügyintézője ellen; a 83%-os részvétellel zajló szavazáson 76% a pozíciókból való eltávolítás mellett döntött. 2020. június 22-én a Kelet-washingtoni Egyetemen szintén bizalmatlansági indítványt nyújtottak be vele szemben, amelyet a szenátus 35–2 arányban elfogadott. Cullinan augusztus 4-én lemondott tisztségéről.

## Könyvei
- Susan Ferrier. (angolul) Boston (Massachusetts): G. K. Hall & Co. 1984.
- Business English for Industry and the Professions. (angolul) Chicago: The Dryden Press. 1986.
- American Women Writers: Diverse Voices in Prose Since 1845. (angolul) Szerk. E. Barrett. New York: St. Martin’s Press. 1992.
- Business Communication: Principles and Processes. Szerk. Harcourt Brace Jovanovich. 2. kiadás. New York: Holt, Rinehart & Winston. 1993.  Első kiadás: 1988

## Fordítás
- Ez a szócikk részben vagy egészben  a   Mary Cullinan című angol Wikipédia-szócikk ezen változatának fordításán alapul.  Az eredeti cikk szerkesztőit annak laptörténete sorolja fel. Ez a jelzés csupán a megfogalmazás eredetét és a szerzői jogokat jelzi, nem szolgál a cikkben szereplő információk forrásmegjelöléseként.